# Жмакино (Ульяновська область)
Жмакино (рос. Жмакино) — присілок в Базарносизганському районі Ульяновської області Російської Федерації.
Населення становить 4 особи. Входить до складу муніципального утворення Сосновоборське сільське поселення.

## Історія
Від 2004 року входить до складу муніципального утворення Сосновоборське сільське поселення.

## Населення
| 2010 |
| ---- |
| 4    |